# Provincia de Cao Bằng
Cao Bằng es una provincia del norte de Vietnam, y también la capital y núcleo de población más importante de dicha provincia. Cao Bằng está localizada en la cuenca del río Bằng Giang, a 50 km de la frontera con China. Tiene un área de 6.724 km², que en términos de extensión es equivalente a la mitad de Montenegro.

## Un lugar estratégico

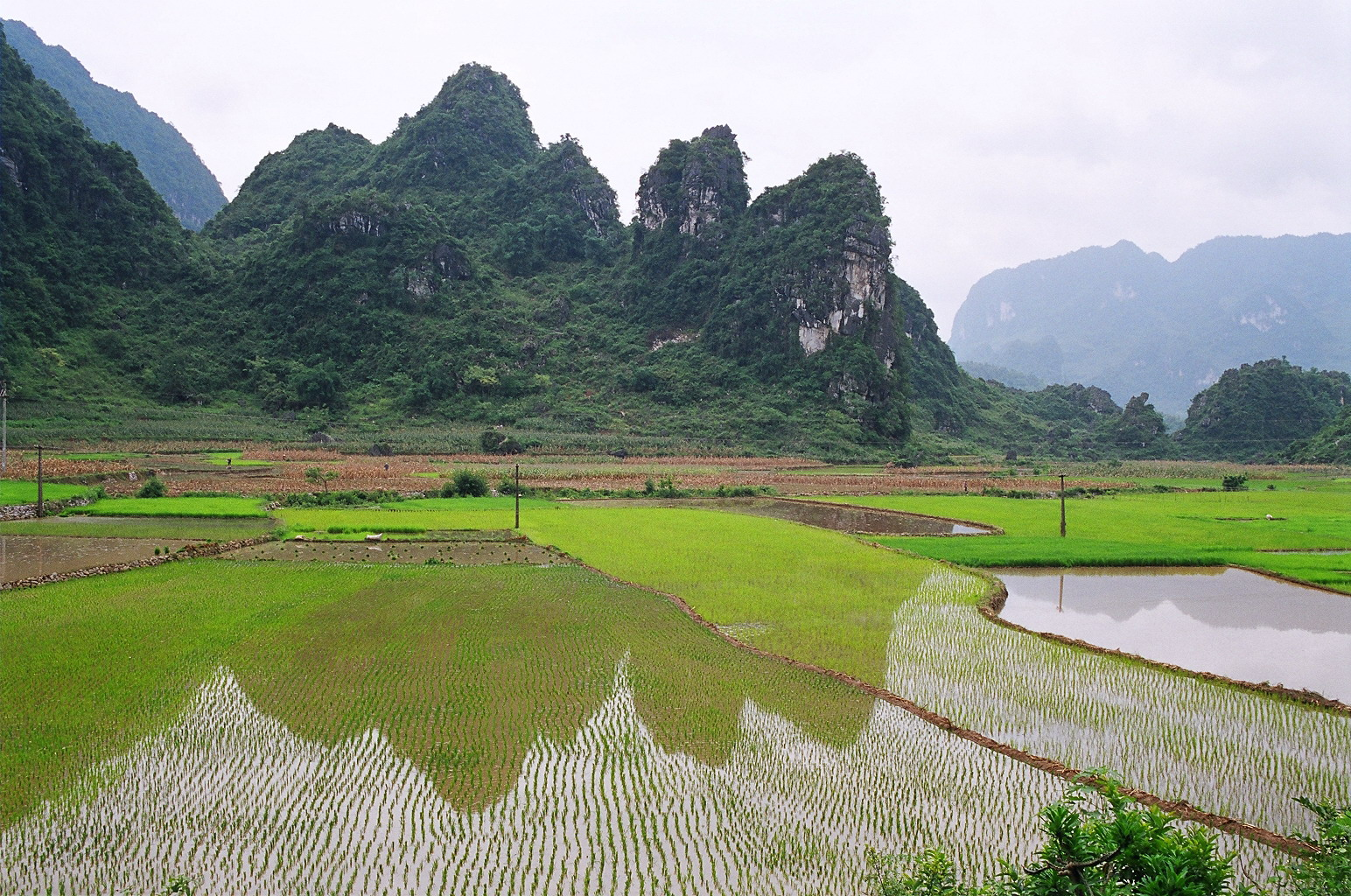
Imagen de la provincia de Cao Bằng.

Por su posición fronteriza con China la provincia y la ciudad han jugado papeles importantes en la historia de Vietnam.
Fue uno de los lugares controlados por el Viet Minh tras la Segunda Guerra Mundial y una de sus rutas hacia y desde China.
A finales de los años 1940, Cao Bằng fue cuartel de un importante contingente de la Legión Extranjera francesa y el último puesto fortificado de la Ruta Colonial 4. En ella se libraron parte de los combates de la homónima batalla de Cao Bang en octubre de 1950 durante la guerra de Indochina.
Igualmente sufrió uno de los principales ataques lanzados por los chinos en su invasión de febrero de 1979.